# Лотар Біскі
Лотар Бі́ски (нім. Lothar Bisky; 17 серпня 1941, дер. Цольбрюк, Руммельсбург, Третій Рейх — 13 серпня 2013, Лейпциг, Німеччина) — німецький політик, голова ГДС (1993—2000 і 2003—2007). Депутат Європейського парламенту. Президент Партії європейських лівих (2007—2010).

## Біографія
До 1959 року проживав із батьками у ФРН, в землі Шлезвіг-Гольштейн. У 18 років самостійно переїхав в Німецьку Демократичну Республіку, оскільки в ФРН не мав можливості навіть закінчити школу через матеріального становища сім'ї. Вивчав філософію в Берлінському університеті імені Гумбольдта і культурологію у Лейпцизькому університеті імені Карла Маркса. До 1979 року займався науковими дослідженнями в Лейпцигу. Потім отримав призначення професором Берлінського університету імені Гумбольдта, доцентом Академії суспільних наук при ЦК СЄПН. З 1986 р. — професор Вищої школи кіно і телебачення в Потсдамі, у 1986—1990 роках — ректор.
Член СЄПН з 1963 року.
- 1989—1991 роках — член Президії Правління ПДС,
- 1990 р. — депутат Народної палати НДР,
- 1990—2005 рр. — член земельних зборів Бранденбурга,
- 1991—1993 рр. — земельний голова ГДС в Бранденбурзі,
- 1993—2000 рр. і з 2003 по 2007 рр. — голова ПДС,
- 2004—2005 рр. — заступник голови земельних зборів Бранденбурга,
- 2007—2010 роки — голова Лівої партії.

У 2005—2009 роках — депутат бундестагу Німеччини. З 2009 р. — депутат Європарламенту.
З квітня 2007 р. — видавець соціалістичної газети Neues Deutschland.